# عادل عبد الله (لاعب كرة قدم عراقي)
عادل عبد الله مواليد 01 يناير 1923 في بغداد - الوفاة 01 يوليو 1986 في بغداد هو لاعب كرة قدم عراقي سابق كان يلعب في مركز الهجوم.
خاض خمس مباريات دولية وسجل خمسة أهداف للعراق، حيث جاءت جميع الأهداف الخمسة خلال تصفيات أولمبياد 1960 ضد منتخب لبنان.

## الأهداف الدولية
| ت  | تاريخ          | مكان  | الخصم | نتيجة | نتيجة | مسابقة               |
| -- | -------------- | ----- | ----- | ----- | ----- | -------------------- |
| 1. | 15 نوفمبر 1959 | بيروت | لبنان | 3 –0  | 3–0   | تصفيات أولمبياد 1960 |
| 2. | 25 نوفمبر 1959 | بغداد | لبنان | 2 –0  | 8-0   | تصفيات أولمبياد 1960 |
| 3. | 25 نوفمبر 1959 | بغداد | لبنان | 4 –0  | 8-0   | تصفيات أولمبياد 1960 |
| 4. | 25 نوفمبر 1959 | بغداد | لبنان | 5 –0  | 8-0   | تصفيات أولمبياد 1960 |
| 5. | 25 نوفمبر 1959 | بغداد | لبنان | 7 –0  | 8-0   | تصفيات أولمبياد 1960 |